# 粉腸

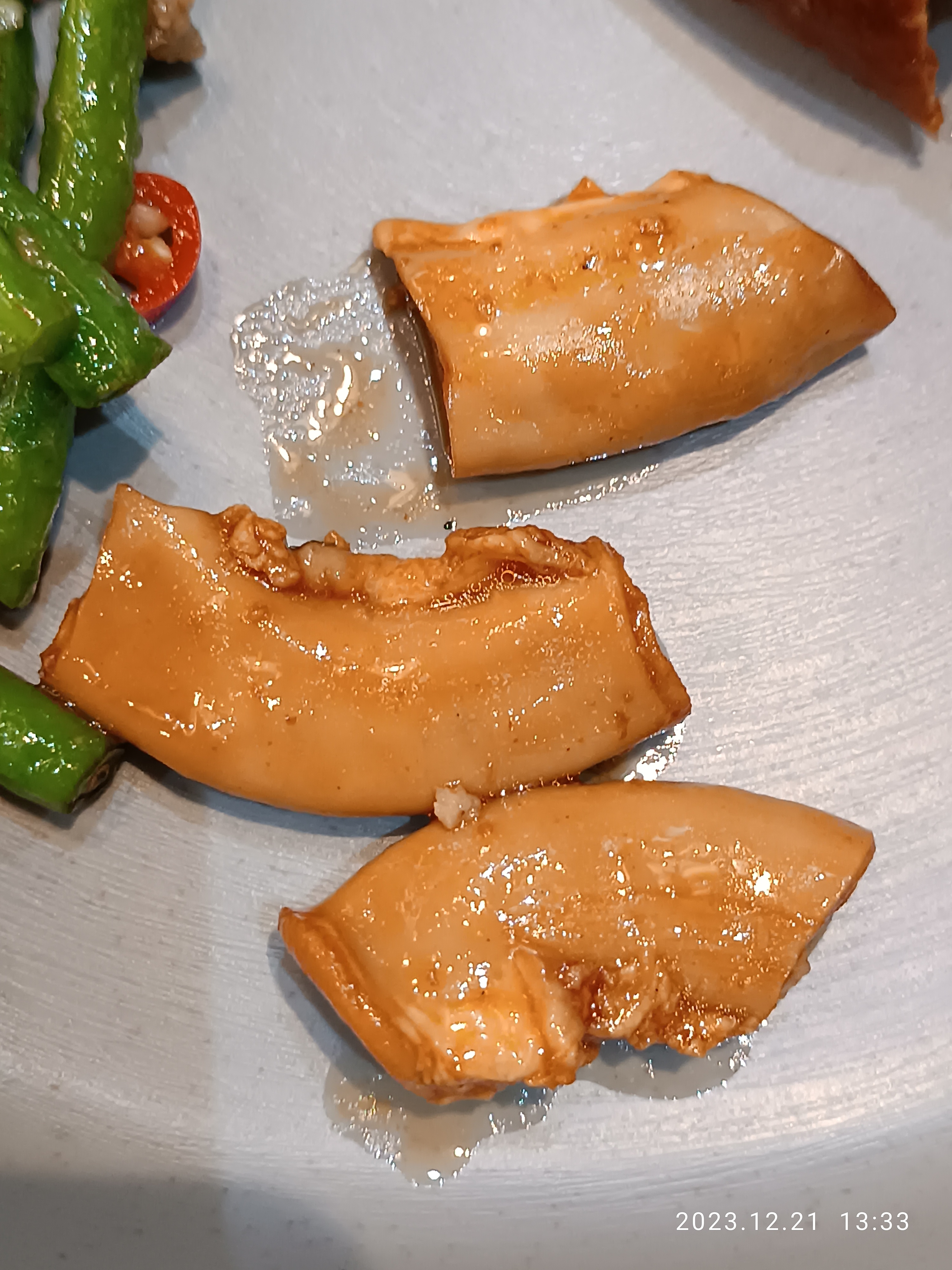

粉腸在中文裡是指兩種食品，中國廣東、香港和台灣，多是指豬的十二指腸，因食物消化後（乳糜）呈粉狀，故名。要取得好吃的粉腸，在屠宰前必須讓豬隻空腹。
雖然牛也有粉腸，但因為質感欠佳，所以很少被人食用。
另外還有一種澱粉與肥豬肉混合的香腸也稱作粉腸，在中国北方，北京、河北及内蒙古等地区流行的粉肠是用淀粉糊混合肥猪肉及大油等作为馅料，并灌注在普通肠衣中蒸煮后晾干而成的一种香肠。
而在台灣新竹縣以北的粉腸是指豬的十二指腸，在新竹縣到雲林縣之間的粉腸是肥豬肉跟蕃薯澱粉混合的褐色香腸，在嘉義縣以南的粉腸是瘦豬肉跟蕃薯澱粉混合，並且使用紅麴調色的紅色香腸。

## 其他解釋
撚樣諧音，意思即是混蛋。